# Viète-formulák
A Viète-formulák egy polinom gyökei és együtthatói közötti összefüggéseket határozzák meg. François Viète (1540–1603) francia matematikusról nevezték el őket, aki először alkalmazott betűket az együtthatók jelölésére, így a gyökök és együtthatók közötti összefüggéseket az alábbiakhoz hasonló alakban tudta megadni. Formulái segítségével egyszerűbb a függvényeket ábrázolni, valamint az eredmények is könnyebben ellenőrizhetők.
Legyen {\displaystyle P\left(x\right)=a_{0}+a_{1}x+a_{2}x^{2}+...+a_{n}x^{n}} egy n-edfokú polinom és {\displaystyle x_{1},x_{2},...,x_{n}} a polinom gyökei, akkor az együtthatók és gyökök közötti összefüggések:
{\displaystyle \left\{{\begin{aligned}&x_{1}+x_{2}+...+x_{n}=-{\frac {a_{n-1}}{a_{n}}}\\&x_{1}x_{2}+x_{1}x_{3}+...+x_{1}x_{n}+...+x_{n-1}x_{n}={\frac {a_{n-2}}{a_{n}}}\\&...\\&x_{1}x_{2}...x_{k}+x_{2}x_{3}...x_{k-1}x_{k+1}+...+x_{n-k+1}x_{n-k+2}...x_{n}=\left(-1\right)^{k}{\frac {a_{n-k}}{a_{n}}}\\&...\\&x_{1}x_{2}...x_{n}=\left(-1\right)^{n}{\frac {a_{0}}{a_{n}}}\\\end{aligned}}\right.}
A bizonyítása azon múlik, hogy a {\displaystyle P\left(x\right)} polinom felírható {\displaystyle P\left(x\right)=a_{n}\left(x-x_{1}\right)\cdot \left(x-x_{2}\right)\cdot \left(x-x_{3}\right)...\left(x-x_{n}\right)} gyöktényezős alakban.

## Példák
Ha egy másodfokú {\displaystyle P\left(x\right)=ax^{2}+bx+c} polinom gyökei {\displaystyle x_{1},x_{2}}, akkor felírható {\displaystyle P\left(x\right)=a\left(x-x_{1}\right)\left(x-x_{2}\right)} gyöktényezős alakban, így a Viète-formulák:
{\displaystyle \left\{{\begin{aligned}&x_{1}+x_{2}=-{\frac {b}{a}}\\&x_{1}x_{2}={\frac {c}{a}}\\\end{aligned}}\right.}
Ugyanezt megkaphatjuk a másodfokú egyenlet {\displaystyle x_{1,2}={\frac {-b\pm {\sqrt {b^{2}-4ac}}}{2a}}} megoldóképletéből is.
Harmadfokú {\displaystyle P\left(x\right)=ax^{3}+bx^{2}+cx+d} polinom esetén gyöktényezős alakja {\displaystyle P\left(x\right)=a\left(x-x_{1}\right)\left(x-x_{2}\right)\left(x-x_{3}\right)}, ahol {\displaystyle x_{1,2,3}} a polinom gyökei és a Viète-formulák:
{\displaystyle \left\{{\begin{aligned}&x_{1}+x_{2}+x_{3}=-{\frac {b}{a}}\\&x_{1}x_{2}+x_{1}x_{3}+x_{2}x_{3}={\frac {c}{a}}\\&x_{1}x_{2}x_{3}=-{\frac {d}{a}}\\\end{aligned}}\right.}

## Általánosítása
A Viète-formulák általánosabban is teljesülnek integritási tartományok fölötti polinomokra, amennyiben a főegyüttható invertálható, és a polinomnak ugyanannyi gyöke van, mint amekkora a foka. Az integritási tartomány feltétel ahhoz kell, hogy ne legyen több gyöke, és a gyökei egy skalárszorzó erejéig meghatározza a polinomot. Ha lehetnek többszörös gyökök, akkor a multiplicitásokat is meg kell adni.